# Avispa Fukuoka
Avispa Fukuoka (japanisch アビスパ福岡, von spanisch avispa, deutsch „Wespe“) ist ein japanischer Fußballverein aus Fukuoka in der gleichnamigen Präfektur. Aktuell spielt der Verein in der ersten japanischen Liga, der J1 League.

## Geschichte

### Gründung und Aufstieg in die J. League (1982–1996)
Avispa ist ein verhältnismäßig junger Verein. Der Vorgängerklub wurde erst im Jahre 1982 in Fujieda (Präfektur Shizuoka) von Mitarbeitern der Sicherheitsfirma Chūō Bōhan unter dem Namen Chūō Bōhan Soccer Club gegründet. Jedoch stagnierte die sportliche Entwicklung zunächst, da sich die Spielgemeinschaft in der von Werksmannschaften dominierten nationalen Konkurrenz nicht recht behaupten konnte. Dies änderte sich bereits 1985, als sich der Verein die Unterstützung mehrerer Sponsoren sicherte.
Den Aufstieg in die Japan Soccer League Division 2 schaffte der Verein 1991. Als 1992 die Japan Football League (JFL) gegründet wurde, kam Chūō Bōhan in der Zweiten Division unter. Ein zwölfter Platz reichte dort aus, um nach der Gründung der Profiliga J. League in die J. League Division 1 aufzurücken. Mit der Namensänderung in Chūō Bōhan F.C. Fujieda Blux zielte der Verein auf den Aufstieg in die J. League ab. In der Präfektur Shizuoka gab es einen starken Konkurrenzkampf zwischen Júbilo Iwata und Shimizu S-Pulse. Der Chūō Bōhan F.C. hatte das Nachsehen und entschloss sich, 1994 nach Fukuoka umzusiedeln; die Amateure des Chūō Bōhan F.C. blieben dennoch in Fujieda. Initiator war die Stadt Fukuoka gewesen, die eine hochklassige Mannschaft in ihr 1989 erbautes, architektonisch beeindruckendes Hakatanomori-Stadion locken wollte und sich im Gegenzug finanziell im Verein engagierten wollte. Als Fukuoka Blux wurden sie Mitglied der J. League und bereiteten ihren Aufstieg vor.
1995 war das Projekt Brooks schließlich am Ziel: Durch die Meisterschaft der JFL (bislang der einzige nationale Titel des Vereins) sicherte man sich (zusammen mit Kyoto Purple Sanga) die Spielberechtigung in der J. League – als bis dahin erste Mannschaft aus Kyushu. Gleichzeitig erfolgte die bis dahin letzte Umbenennung der Mannschaft in Avispa Fukuoka. Das spanische Wort avispa, zu deutsch Wespe, sollte Angriffslust und Aggressivität verkörpern – und tatsächlich machte Avispa seinem Namen alle Ehre.

### Division 2 und finanzielle Schwierigkeiten (1997–2006)
In den kommenden Jahren machte sich der Verein in der J. League vor allem durch hartes körperliches Spiel einen Namen als unbequemer Gegner und stand regelmäßig am unteren Ende der „Fair Play“-Tabelle. Mit erfahrenen Spielern wie Nationalspieler Satoshi Tsunami und dem Verteidiger Hideaki Mori wollte sich Avispa in der obersten Spielklasse behaupten, allerdings reichte es stets nur knapp für den Klassenerhalt. Dennoch wurden einige Spieler wie Yoshiteru Yamashita und Chikara Fujimoto für die Nationalmannschaft nominiert. Durch eine Kombination aus altgedienten Stars, jungen Talenten und spielstarken Ausländern hielt sich Avispa trotz des verhältnismäßig geringen Budgets bis 2001 über Wasser.
Der Abstieg in die zweite Division im Jahr 2001 nach sechs Jahren permanentem Abstiegskampf kam nicht überraschend, und dennoch brauchte Avispa vier Jahre, um sich sportlich wie finanziell zu restrukturieren. Avispa setzte fortan auf die Jugendspieler von lokalen High-Schools und konnte 2003 einen guten vierten Platz erreichen. Im Folgejahr schaffte man es in die Relegation, verlor aber Hin- und Rückspiel 0:2 gegen den Erstligisten Kashiwa Reysol.
Erst 2005 konnte der Verein wieder aufsteigen. Die Qualität der Mannschaft zeigte sich auch in der Nominierung zweier Spieler für die Junioren-Fußballweltmeisterschaft 2005, die Japan allerdings nur bis zum Achtelfinale überstand. Die Saison 2006 war ein stetiger Abstiegskampf, der im Relegationsspiel mit 0:0 und 1:1 wegen der Heimgegentore gegen Vissel Kobe verloren wurde. Durch den Abstieg geriet der Verein finanziell in die Krise und konnte laut einem Bericht der Yomiuri Shimbun mit 535 Millionen Yen durch Präfektur und Gemeinde gerettet werden.

### Erneutes Aufbäumen (2007-heute)
Zur Saison 2007 kam Pierre Littbarski aus Australien zurück in die J.League und trainierte Avispa zwei Jahre lang. Da aber der sportliche Erfolg ausblieb, trennte der Verein sich von „Litti“. Blux und Avispa-Veteran Yoshiyuki Shinoda übernahm die Geschicke seines ehemaligen Vereins. Die australischen Abgänger, die mit Littbarski kamen und auch wieder gingen, ersetzte Avispa durch Studenten verschiedener Universitäten auf Kyushu. Nach dem guten Start in die Saison 2009 folgte eine Serie von Niederlagen (u. a. 0:6 in Kofu und 0:5 in Mito) und ein enttäuschender Platz in der unteren Tabellenhälfte.
Mit weiteren Jungspielern versuchte Shinoda das Team zu verstärken, die Mannschaft konnte nach fünf Spieltagen aber nur einen Punkt vorweisen. Erfolgreicher wurde die Spielzeit dennoch mit 17 Siegen aus den nächsten 25 Spielen, auch gegen den Aufstiegsaspiranten und damit direkten Konkurrenten JEF United. JEF ließ weitere Punkte liegen und Avispa sicherte sich den Aufstieg zur Saison 2011. Für das Oberhaus reichte es aber immer noch nicht. Die ersten 13 Spiele gingen alle verloren, und trotz eines leichten Aufwärtstrends zur Saisonhälfte räumte Shinoda seinen Platz für Tetsuya Asano. Trotz besserer Leistung in der Rückrunde reichte es zum Saisonende nicht über einen 17. Platz hinaus, womit der Abstieg besiegelt war. In den folgenden drei Jahren kam Avispa nicht über Platzierungen im unteren Mittelfeld der J. League Division 2 hinaus. Umso überraschender war das Erreichen des 3. Platzes in der Saison 2015, die damit verbundene Teilnahme an den Aufstiegsplayoffs und der letztendliche erneute Aufstieg in die J1 League. Wie schon 2006 und 2011 konnte sich der Verein jedoch nur eine Spielzeit in der obersten Spielklasse halten und stieg direkt wieder ab.

## Erfolge
- Japan Football League

Meister: 1995
- J2 League

Vizemeister: 2005, 2020
- J.League Cup: Sieger: 2023

## Stadion
Der Verein trägt seine Heimspiele im Best Denki Stadium in Fukuoka, Präfektur Fukuoka, aus. Das Stadion, dessen Eigentümer die Stadt Fukuoka ist, hat ein Fassungsvermögen von 22.563 Zuschauern. 

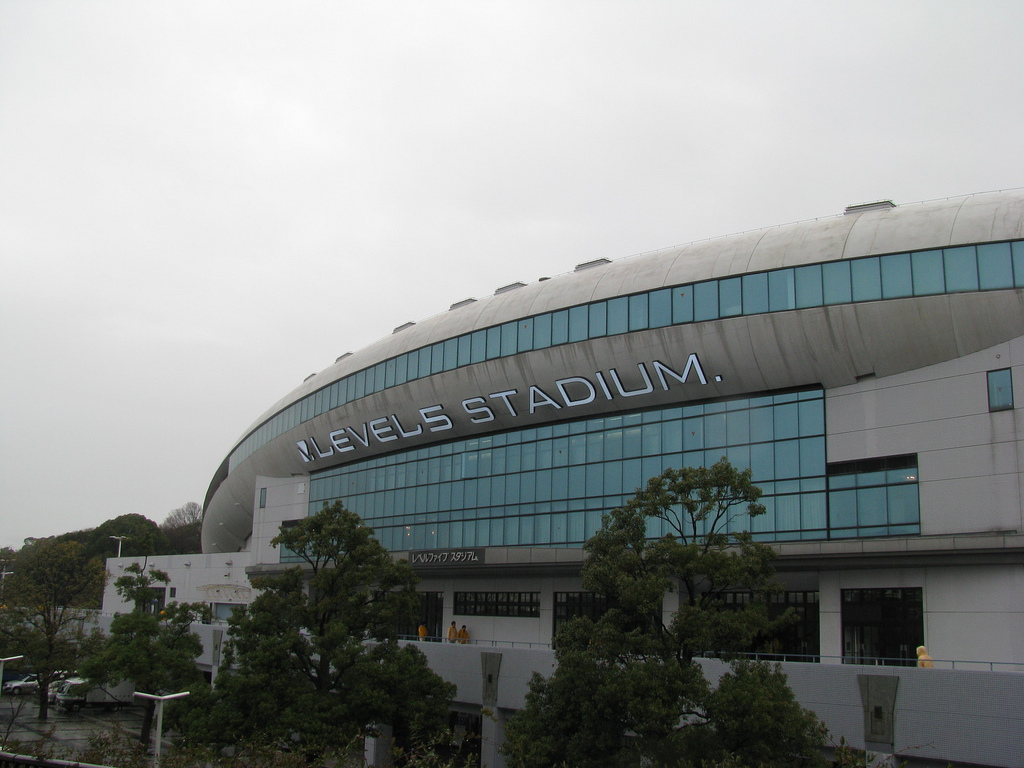
Level-5 Stadium

Koordinaten: 33° 35′ 9,2″ N, 130° 27′ 38,8″ O

## Spieler
Stand: April 2025
| Nr. |           | Position | Name               |
| --- | --------- | -------- | ------------------ |
| 1   | Japan     | TW       | Takumi Nagaishi    |
| 2   | Japan     | AB       | Masato Yuzawa      |
| 3   | Japan     | AB       | Tatsuki Nara       |
| 4   | Japan     | AB       | Seiya Inoue        |
| 5   | Japan     | AB       | Takumi Kamijima    |
| 6   | Japan     | MF       | Masato Shigemi     |
| 7   | Japan     |          | Takeshi Kanamori   |
| 8   | Japan     | MF       | Kazuya Konno       |
| 9   | Iran      | ST       | Shahab Zahedi      |
| 10  | Japan     | ST       | Hisashi Jōgo       |
| 11  | Japan     | MF       | Tomoya Miki        |
| 13  | Schweiz   | ST       | Nassim Ben Khalifa |
| 14  | Japan     | MF       | Shintarō Nago      |
| 15  | Japan     | MF       | Hiroki Akino       |
| 16  | Japan     | AB       | Itsuki Oda         |
| 17  | Brasilien | ST       | Wellington         |
| 18  | Japan     | ST       | Yūto Iwasaki       |

| Nr. |           | Position | Name                   |
| --- | --------- | -------- | ---------------------- |
| 19  | Korea Sud | AB       | Kim Moon-hyeon         |
| 20  | Japan     | AB       | Tomoya Andō            |
| 22  | Japan     | ST       | Kazuki Fujimoto        |
| 24  | Japan     | TW       | Yūma Obata             |
| 25  | Japan     | MF       | Yūji Kitajima          |
| 29  | Japan     | AB       | Yōta Maejima           |
| 31  | Japan     | TW       | Masaaki Murakami       |
| 32  | Japan     | ST       | Abdul Hanan Sani Brown |
| 37  | Japan     | AB       | Masaya Tashiro         |
| 40  | Japan     | AB       | Jurato Ikeda           |
| 47  | Japan     | AB       | Yu Hashimoto           |
| 49  | Japan     | ST       | Ichika Maeda           |
| 50  | Japan     | ST       | Sonosuke Sato          |
| 51  | Japan     | TW       | Kazuaki Suganuma       |
| 77  | Japan     | MF       | Takaaki Shichi         |
| 88  | Japan     | MF       | Daiki Matsuoka         |

## Trainerchronik
| Trainer             | Nation      | von               | bis               |
| ------------------- | ----------- | ----------------- | ----------------- |
| Yoshio Kikugawa     | Japan       | 1. Januar 1982    | 31. Dezember 1994 |
| Jorge Olguín        | Argentinien | 1. Juli 1993      | 31. Dezember 1995 |
| Hidehiko Shimizu    | Japan       | 1. Februar 1996   | 31. Januar 1997   |
| Carlos Pachamé      | Argentinien | 1. Januar 1997    | 31. Dezember 1997 |
| Takaji Mori         | Japan       | 1. Februar 1998   | 31. Januar 1999   |
| Yoshio Kikugawa     | Japan       | 1. Januar 1999    | 31. Dezember 1999 |
| Nester Omar Piccoli | Argentinien | 1. Januar 2000    | 31. Dezember 2001 |
| Masataka Imai       | Japan       | 1. Februar 2002   | 28. Juli 2002     |
| Tatsuya Mochizuki   | Japan       | 29. Juli 2002     | 14. August 2002   |
| Shigekazu Nakamura  | Japan       | 15. August 2002   | 31. Januar 2003   |
| Hiroshi Matsuda     | Japan       | 1. Februar 2003   | 7. Mai 2006       |
| Ryōichi Kawakatsu   | Japan       | 8. Mai 2006       | 31. Januar 2007   |
| Hitoshi Okino       | Japan       | 11. Dezember 2006 | 31. Januar 2007   |
| Pierre Littbarski   | Deutschland | 1. Februar 2007   | 11. Juli 2008     |
| Yoshiyuki Shinoda   | Japan       | 15. Juli 2008     | 3. August 2011    |
| Tetsuya Asano       | Japan       | 3. August 2011    | 31. Dezember 2011 |
| Kōji Maeda          | Japan       | 1. Januar 2012    | 28. Oktober 2012  |
| Futoshi Ikeda       | Japan       | 29. Oktober 2012  | 31. Januar 2013   |
| Marijan Pušnik      | Slowenien   | 1. Januar 2013    | 31. Dezember 2014 |
| Masami Ihara        | Japan       | 1. Februar 2015   | 31. Januar 2019   |
| Fabio Pecchia       | Italien     | 1. Februar 2019   | 30. Juni 2019     |
| Kiyokazu Kudō       | Japan       | 4. Juni 2019      | 31. Januar 2020   |
| Shigetoshi Hasebe   | Japan       | 1. Februar 2020   | heute             |

## Saisonplatzierung
| Saison | Liga | Teams | Pos.  | Zusch./Sp. | J. League Cup      | Kaiserpokal   |
| ------ | ---- | ----- | ----- | ---------- | ------------------ | ------------- |
| 1988   | TSL  | 13    | 1.    |            | -                  | -             |
| 1989   | TSL  | 13    | 2.    |            | -                  | -             |
| 1990   | TSL  | 12    | 2. ▲  |            | -                  | -             |
| 1991   | JSL2 | 16    | 12.   |            | -                  | -             |
| 1992   | JSL2 | 10    | 2. ▲  |            | -                  | 2. Runde      |
| 1993   | JFL1 | 10    | 9.    |            | -                  | -             |
| 1994   | JFL  | 16    | 3.    |            | -                  | 1. Runde      |
| 1995   | JFL  | 16    | 1. ▲  |            | -                  | Viertelfinale |
| 1996   | J1   | 16    | 15.   | 9.737      | Gruppenphase       | 4. Runde      |
| 1997   | J1   | 17    | 17.   | 8.653      | Gruppenphase       | 4. Runde      |
| 1998   | J1   | 18    | 18.   | 10.035     | Gruppenphase       | 4. Runde      |
| 1999   | J1   | 16    | 14.   | 11.467     | 2. Runde           | 4. Runde      |
| 2000   | J1   | 16    | 12.   | 13.612     | 2. Runde           | 4. Runde      |
| 2001   | J1   | 16    | 15. ▼ | 13.822     | 2. Runde           | 3. Runde      |
| 2002   | J2   | 12    | 8.    | 6.491      | -                  | 4. Runde      |
| 2003   | J2   | 12    | 4.    | 7.417      | -                  | 3. Runde      |
| 2004   | J2   | 12    | 3.    | 8.743      | -                  | 4. Runde      |
| 2005   | J2   | 12    | 2. ▲  | 10.786     |                    | 4. Runde      |
| 2006   | J1   | 18    | 16. ▼ | 14.900     | Gruppenphase       | 5. Runde      |
| 2007   | J2   | 13    | 7.    | 9.529      | -                  | 4. Runde      |
| 2008   | J2   | 15    | 8.    | 10.079     | -                  | 3. Runde      |
| 2009   | J2   | 18    | 11.   | 7.763      | -                  | 3. Runde      |
| 2010   | J2   | 19    | 3. ▲  | 8.821      | -                  | Viertelfinale |
| 2011   | J1   | 18    | 17. ▼ | 10.415     | Gruppenphase       | 3. Runde      |
| 2012   | J2   | 22    | 18    | 5.586      | -                  | 3. Runde      |
| 2013   | J2   | 22    | 14.   | 5.727      | -                  | 2. Runde      |
| 2014   | J2   | 22    | 16.   | 5.062      | -                  | 2. Runde      |
| 2015   | J2   | 22    | 3. ▲  | 8.736      | -                  | 3. Runde      |
| 2016   | J1   | 18    | 18. ▼ | 12.857     | Viertelfinale      | 2. Runde      |
| 2017   | J2   | 22    | 4.    | 9.550      | -                  | 3. Runde      |
| 2018   | J2   | 22    | 7.    | 8.873      | -                  | 3. Runde      |
| 2019   | J2   | 22    | 16.   | 6.983      | -                  | 3. Runde      |
| 2020   | J2   | 22    | 2. ▲  | 8.864      | -                  | -             |
| 2021   | J1   | 20    | 8.    | 5.403      | Gruppenphase       | 3. Runde      |
| 2022   | J1   | 18    | 14.   | 7.150      | Halbfinale         | Viertelfinale |
| 2023   | J1   | 18    | 7.    | 9.766      | Sieger             | Halbfinale    |
| 2024   | J1   | 20    | 12.   | 9.698      | 1. Runde (Runde 3) | 3. Runde      |
| 2025   | J1   | 20    |       |            |                    |               |

JFL(x): Japan Football League (Division x; zur Saison 1994 wurden die beiden Divisionen zusammengelegt)
TSL: Tokai Soccer League